# Stary Osów
Stary Osów (prononciation : [ˈstarɨ ˈɔsuf]) est un village polonais de la gmina de Stara Błotnica dans le powiat de Białobrzegi de la voïvodie de Mazovie dans le centre-est de la Pologne.
Le village possède une population de 205 habitants en 2006.

## Histoire
De 1975 à 1998, le village appartenait administrativement à la voïvodie de Radom.